# 12-크라운-4
12-크라운-4(영어: 12-Crown-4)는 IUPAC 이름은 '1,4,7,10-테트라옥사사이클로도데케인(영어: 1,4,7,10-tetraoxacyclododecane)'인 화합물이다. 리튬 이오노포어 V이기도 한 이 화합물은 리튬 양이온에 특화된 산화 에틸렌의 순환 4합체(tetramer)이다. 12-크라운-4의 결합 쌍극자 모멘트는 용매와 온도에 따라 다양한 값을 가진다. 25°C 이하에선 사이클로헥세인에서 2.33 ± 0.03 D, 벤젠에서 2.46 ± 0.01 D이다.

## 같이 보기
- 크라운 에터